# 9월 20일
9월 20일은 그레고리력으로 263번째(윤년일 경우 264번째) 날에 해당한다.

## 사건
- 1378년 - 교회 분열: 교황 우르바노 6세에 반대하는 추기경들이 대립교황 클레멘스 7세를 세워 교황권이 혼란에 빠지다.
- 1519년 - 포르투갈 출신 항해가 페르디난드 마젤란이 세계일주를 위해 스페인 산루카 항에서 출발하다.[1][2][3]
- 1819년 - 오스트리아 제국의 클레멘스 폰 메테르니히, 칼스바트 결의 발표.
- 1870년 - 로마 시가 이탈리아 왕국에 편입되다.
- 1875년 - 개방강요 위해 강화도 연안에 파견된 일본 함대가 강화도를 불법 침입하여 조선 수비대와 전투를 벌인 운요호 사건 발생
- 1932년 - 일제강점기: 한중연합군, 일본군과 제1차 쌍성보 전투.
- 1945년 - 군정기: 서울에 미군정청 설치
- 1951년 - 한국 전쟁: 대한민국 이승만 대통령, 중공군 철수 등 4개항의 6.25 휴전조건 제시
- 1960년 - 가봉, 니제르, 마다가스카르, 베냉, 차드, 부르키나파소, 소말리아, 카메룬, 중앙아프리카 공화국, 코트디부아르, 콩고 공화국, 콩고 민주 공화국, 키프로스, 토고, 유엔 가입
- 1966년 - 가이아나, 레소토, 유엔 가입
- 1971년 - 남북적십자사, 이산가족 찾기 예비회담 판문점서 첫 개최.
- 1977년 - 베트남, 지부티, 유엔 가입
- 2000년 - 한빛은행 외압 대출 의혹 사건 관련 박지원 문화관광부 장관 사임.
- 2000년 - 금강산에서 제2차 남북적십자회담 개최.
- 2003년 - 대한민국, 새천년민주당 신당파, 국민참여통합신당으로 국회에 교섭단체 공식 등록
- 2011년 -
  - 국제신용평가사 스탠더드 앤드 푸어스(S&P)가 이탈리아의 장기 국가신용등급을 A+에서 A로, 단기 국가신용등급을 A-1+에서 A-1로 각각 한 단계 내렸다.
  - 미국에서 동성애자의 군복무가 전면 허용되었다.
- 2013년 - 일본 후쿠시마현에 규모 5.9의 지진이 발생하였다.
- 2018년 - 2018년 3차 남북정상회담 중 문재인 대한민국 대통령과 김정은 조선민주주의인민공화국 국무위원장이 백두산을 방문하였다.

## 문화
- 1928년 - 경성경마장 개장
- 1946년 - 첫 번째 칸 영화제가 열리다. 11개 영화가 황금종려상을 공동 수상한다.
- 1962년 - 서울특별시에 무인 공중전화 등장.
- 1978년 - 대한민국, 고려대장경 초주본 59종 73권 발견
- 1985년 - 남북한 고향방문단과 예술공연단, 서울과 평양 교환방문
- 1986년 - 제10회 서울 아시안 게임 개막(~ 10월 5일)
- 1987년 - 제9차 세계언론인대회 서울특별시에서 개막(~25일)
- 1995년 - 제 1회 광주비엔날레 개막(~ 11월 20일)
- 2001년 - 대한민국 건설교통부, 경기도 화성 등 미니 신도시 8곳 개발 계획 발표.
- 2005년 - 한국 천주교 주교회의가 새번역 성경을 발행하였다.
- 2012년 - 싸이의 강남스타일이 유튜브의 역대 최고 좋아요 수로 기네스북에 올랐다.
- 2013년 - 미국 로스앤젤레스 다저스가 애리조나 다이아몬드백스와의 원정경기에서 내셔널 리그 서부 우승을 확정지었다.

## 탄생
- 1161년 - 일본의 제80대 천황 다카쿠라 천황. (~1181년)
- 1486년 - 영국의 왕족 아서 튜더. (~1502년)
- 1572년 - 조선의 왕자 임해군. (~1609년)
- 1713년 - 일본 에도 시대의 다이묘 마쓰다이라 아키노리. (~1749년)
- 1872년 - 프랑스의 군인 모리스 가믈랭. (~1958년)
- 1879년 - 스웨덴의 배우 빅토르 셰스트룀. (~1960년)
- 1899년 - 미국의 정치 철학자 레오 스트라우스. (~1973년)
- 1913년 - 중국의 작가 수췬. (~1989년)
- 1917년 - 스페인의 배우 페르난도 레이. (~1994년)
- 1920년 - 대한민국의 기업인 구본홍. (~2006년)
- 1929년 - 미국의 배우, 희극인 앤 메라. (~2015년)
- 1931년 - 대한민국의 방송인 강영숙. (~2024년)
- 1934년
  - 대한민국의 목회자 오상진. (~2023년)
  - 이탈리아의 배우 소피아 로렌.
- 1939년
  - 대한민국의 농업경제학자 김성훈.
  - 대한민국의 배우 전원주.
- 1940년 - 일본의 제92대 총리 아소 다로.
- 1942년
  - 대한민국의 배우 박주아. (~2011년)
  - 대한민국의 야구인 유백만.
- 1943년
  - 나이지리아의 정치인 사니 아바차. (~1998년)
  - 일본의 유도 선수 세키네 시노부. (~2018년)
- 1945년
  - 대한민국의 배우 선우용녀.
  - 베네수엘라의 권투 선수 프란시스코 로드리게스. (~2024년)
- 1946년 - 대한민국의 목사 하용조.
- 1948년 - 미국의 작가 조지 R. R. 마틴.
- 1949년 - 프랑스의 배우 사빈 아제마.
- 1950년 - 대한민국의 가수 이정선.
- 1951년
  - 대한민국의 정치인 김무성.
  - 스페인의 소설가 하비에르 마리아스. (~2022년)
- 1952년 - 대한민국의 배우 송용태.
- 1954년 - 대한민국의 공무원 출신 정치가 이재균. (~2025년)
- 1956년 - 대한민국의 전 야구 선수 김일권.
- 1957년
  - 대한민국의 금융인 최종구.
  - 대한민국의 경찰 출신 정치인 이철규.
- 1958년 - 리투아니아의 육상 선수 레미기유스 발리울리스. (~2023년)
- 1959년 - 대한민국의 성우 김영민. (~2020년)
- 1962년 - 대한민국의 배우 유태술.
- 1963년 - 대한민국의 언론 출신 정치인 강승규.
- 1964년
  - 홍콩의 배우 장만옥.
  - 대한민국의 가수 조정현.
- 1965년 - 일본의 만화가 타카하시 츠토무.
- 1966년 - 미국의 기타리스트, 베이시스트, 키보디스트, 작곡가, 보컬 누노 베텐코트.
- 1967년
  - 대한민국의 아나운서 김현태.
  - 대한민국의 핸드볼 선수 김현미.
  - 대한민국의 배우 황미선.
  - 이란의 영화감독 호세인 샤하비. (~2023년)
- 1968년 - 대한민국의 언론인 한성일.
- 1969년
  - 대한민국의 성우 이병욱. (~2021년)
  - 대한민국의 배우 하민.
- 1970년 - 대한민국의 배우, 가수 나현희.
- 1971년 - 스웨덴의 전 축구 선수 헨리크 라르손.
- 1972년
  - 대한민국의 배우 황택하.
  - 대한민국의 배우 김길동.
- 1973년 - 대한민국의 기업인 이서현.
- 1974년 - 일본의 음악가 신도 하루이치.
- 1975년
  - 미국의 배우 문 블러드굿.
  - 미국의 프로레슬링 선수, 아나운서 조엘 거트너.
- 1976년
  - 일본의 성우 겸 가수 호리에 유이.
  - 미국의 영화 감독, 각본가 라이언 플렉.
- 1977년
  - 일본의 가수 아무로 나미에.
  - 프랑스의 배우, 가수 카린 리마.
- 1978년 - 일본의 소설가 타키모토 타츠히코.
- 1979년
  - 대한민국의 배우 안재모.
  - 대한민국의 래퍼 넋업샨 (I.F, 소울다이브).
- 1980년 - 미국의 배우 라이언 도노후.
- 1981년 - 대한민국의 가수 오지은.
- 1982년 - 중국의 배우 겸 가수 후거.
- 1983년
  - 대한민국의 배우 김민수.
  - 미국의 래퍼 데이 데이 (DMTN).
  - 대한민국의 희극인 김정훈.
  - 대한민국의 배우 김태희.
  - 대한민국의 배드민턴 선수 배승희.
  - 일본의 가수, 배우 이토 유나.
- 1984년
  - 대한민국의 희극인 최충호.
  - 프랑스의 피겨 스케이틴 선수 브라이언 주베르.
- 1985년 - 대한민국의 사진작가 김태진.
- 1986년 - 대한민국의 배우 임도윤.
- 1987년
  - 대한민국의 가수 가인 (브라운 아이드 걸스).
  - 러시아의 레슬링 선수 빌랼 마호프.
- 1988년
  - 일본의 가수 놋치.
  - 일본의 배우 사토 아리사.
  - 러시아의 종합격투기 선수 하비프 누르마고메도프.
- 1990년 - 대한민국의 배우 정혜인.
- 1991년
  - 대한민국의 야구 선수 박종훈.
  - 대한민국의 야구 선수 심동섭.
  - 아랍에미리트의 축구 선수 오마르 압둘라흐만.
  - 대한민국의 모델 정혁.
  - 일본 태생 오스트레일리아의 육상 선수 켈시리 바버.
  - 미국의 배우 조나 메이어슨.
- 1992년
  - 대한민국의 전 카트라이더 프로게이머 이중대.
  - 대한민국의 전 카트라이더 프로게이머 이중선.
- 1993년
  - 대한민국의 전 축구 선수 김창훈.
  - 미국 태생 중화인민공화국의 농구 선수 리카이얼.
  - 독일의 축구 선수 율리안 드락슬러.
- 1994년 - 필리핀의 축구 선수 다이스케 카우만다이 사토.
- 1995년 - 스페인의 축구 선수 알렉스 그리말도.
- 1996년
  - 대한민국의 축구 선수 황인범.
  - 싱가포르의 육상 선수 샨티 페레이라.
- 1997년
  - 대한민국의 축구 선수 김민석.
  - 대한민국의 트로트 가수 김유리.
  - 일본의 아이돌 오오니시 모모카. (AKB48)
  - 대한민국의 가수 몰로.
- 1998년 - 일본의 성우 사시데 마리아.
- 1999년 - 대한민국의 축구 선수 정우영.
- 2001년
  - 일본의 아이돌 야마우치 미즈키. (AKB48)
  - 대한민국의 가수 손예림.
- 2003년
  - 대한민국의 래퍼 라코스타.
  - 미국의 암살자 토머스 매슈 크룩스. (~2024년)
- 2004년 - 대한민국의 배우 오은찬.
- 2007년 - 대한민국의 사격 선수 반효진.
- 2011년 - 대한민국의 아역 배우 이한나.

## 사망
- 1684년 - 조선시대 후기의 권신 김석주. (1634년~)
- 1863년 - 독일의 언어학자 야코프 그림. (1785년~)
- 1846년
  - 조선의 가톨릭 순교자 김임이. (1811년~)
  - 조선의 가톨릭 순교자 남경문. (1796년~)
- 1908년 - 스페인의 작곡가, 바이올린 연주자 파블로 데 사라사테. (1844년~)
- 1909년 - 구한말의 의병장 이인영. (1868년~)
- 1941년 - 소련의 군인 미하일 키르포노스. (1892년~)
- 1957년 - 핀란드의 작곡가 장 시벨리우스. (1865년~)
- 1967년 - 대한민국의 독립운동가 김학규. (1900년~)
- 1979년 - 체코슬로바키아 군인, 정치가 루드비크 스보보다. (1895년~)
- 1996년 - 폴란드의 수학자 에르되시 팔. (1913년~)
- 2005년 - 대한민국의 군인 박병권. (1920년~)
- 2016년 - 미국의 영화감독 커티스 핸슨. (1945년~)
- 2020년 - 대한민국의 공무원 임인택. (1940년~)
- 2022년
  - 대한민국의 교육학자 문병집. (1928년~)
  - 대한민국의 군인, 정치인 최우근. (1926년~)
- 2023년
  - 네덜란드의 성소수자 미술가 어윈 올라프. (1959년~)
  - 대한민국의 기초의원 장윤순. (1976년~)
  - 대한민국의 야구 선수 정현발. (1953년~)
  - 동독의 창던지기 선수 루트 푸흐스. (1946년~)
- 2024년
  - 대한민국의 기업인 김선구. (1943년~)
  - 미국의 정치인 대니얼 J. 에반스. (1925년~)
  - 일본의 싱어송라이터 사유리. (1996년~)
  - 미국의 가수, 성우, 영화배우 캐서린 그랜트. (1933년~)
  - 일본의 문예평론가 후쿠다 가즈야. (1960년~)

## 기념일
- 추석 - 1994년, 2078년, 2097년
- 가톨릭: 103위 한국 순교 성인 대축일.

## 같이 보기
- 전날: 9월 19일 다음날: 9월 21일 - 전달: 8월 20일 다음달: 10월 20일
- 음력: 9월 20일
- 모두 보기